# محافظة لا تشاو
محافظة لا تشاو  ( بالفيتنامية : Lai Châu ) هي إحدى محافظات فيتنام. وتقع في شمال غرب.